# Maurice Brocco
Maurice Brocco (Fismes, 28 januari 1885 – Erigné, 26 juni 1965) was een Franse wielrenner, die professional was tussen 1906 en 1927. Hij nam zes keer deel aan de Tour de France, maar voltooide hem maar eenmaal.

## Carrière
In de Tour van 1911 werd hij tijdens de negende etappe door Henri Desgrange uit de wedstrijd genomen. De inmiddels voor de eindzege kansloze Brocco bleek hand-en-spandiensten te verlenen aan de hoogstbiedenden, maar destijds werd de Tour - zeker door Desgrange - nog als een strikt individuele wedstrijd beschouwd. Brocco ging in beroep, mocht de dag daarop toch buiten competitie van start en won vervolgens glansrijk de tiende etappe Bagnères-de-Luchon-Bayonne met 34 minuten voorsprong op de latere eindwinnaar Gustave Garrigou. De koersdirectie toonde geen genade, wees zijn beroep af en diskwalificeerde hem alsnog, waardoor hem ook de etappewinst ontnomen werd. Desgrange noemde de kleine Brocco minachtend een "domestique", een term die via onder meer het Engels ingang zou vinden voor wat in het Nederlands tegenwoordig "knecht" heet.
Later werd Brocco een zeer succesvolle zesdaagserijder, die winnende koppels vormde met onder andere Alf Goullet en Oscar Egg. Bij de WK van 1907 won hij als amateur brons bij het stayeren.

## Belangrijkste overwinningen
1908
1e etappe GP Wolber
1910
Parijs-Brussel
1914
Parijs-Nancy
1920
Zesdaagse van New York; + Willy Coburn
1921
Zesdaagse van New York; + Alfred Goullet
1923
Zesdaagse van Chicago; + Oscar Egg
1924
Zesdaagse van New York; + Marcel Buysse

## Resultaten in voornaamste wedstrijden
| Jaar | Ronde van Italië | Ronde van Frankrijk | Ronde van Spanje |
| ---- | ---------------- | ------------------- | ---------------- |
| 1908 |                  | opgave              |                  |
| 1910 | opgave           | opgave              |                  |
| 1911 | opgave           | uitgesloten         |                  |
| 1912 |                  | opgave              |                  |
| 1913 |                  | opgave              |                  |
| 1914 |                  | 23e                 |                  |

| Jaar | Ronde van Lombardije | Parijs-Brussel |
| ---- | -------------------- | -------------- |
| 1908 |                      |                |
| 1910 |                      | Goud           |
| 1911 | 4e                   |                |
| 1912 | Brons                |                |
| 1913 | Zilver               |                |
| 1914 |                      |                |

## Ploegen
- 1908 - Peugeot-Wolber
- 1908 - Griffon
- 1910 - Legnano
- 1911 - Monteil-Russian-America
- 1911 - Alcyon-Dunlop
- 1912 - La Française-Diamant
- 1912 - Alcyon-Dunlop
- 1913 - La Française-Diamant
- 1913 - Alcyon
- 1914 - Gladiator-Dunlop
- 1914 - Dei-Pirelli

- Bibliothèque nationale de France: cb14975189s (data)
- Virtual International Authority File: 316737090